# Seznam dílů seriálu Smrtonosná zbraň
Toto je seznam dílů seriálu Smrtonosná zbraň. Dne 10. května 2019 byl seriál stanicí Fox po třech řadách zrušen.

## Přehled řad
| Řada | Díly | Premiéra v USA | Premiéra v USA  | Premiéra v ČR     | Premiéra v ČR  |
| Řada | Díly | První díl      | Poslední díl    | První díl         | Poslední díl   |
| ---- | ---- | -------------- | --------------- | ----------------- | -------------- |
| 1    | 18   | 21. září 2016  | 15. března 2017 | 19. března 2018   | 25. dubna 2018 |
| 2    | 22   | 26. září 2017  | 8. května 2018  | 17. července 2019 | 4. září 2019   |
| 3    | 15   | 25. září 2018  | 26. února 2019  | 9. září 2019      | 22. října 2019 |

## Seznam dílů

### První řada (2016–2017)
| Č. v seriálu | Č. v řadě | Původní název               | Český název              | Režie           | Scénář                                               | Premiéra v USA     | Premiéra v ČR   |
| ------------ | --------- | --------------------------- | ------------------------ | --------------- | ---------------------------------------------------- | ------------------ | --------------- |
| 1            | 1         | Pilot                       | Novej parťák             | McG             | námět: Matt Miller a Shane Black scénář: Matt Miller | 21. září 2016      | 19. března 2018 |
| 2            | 2         | Surf N Turf                 | Jako ryba a stejk        | McG             | Matt Miller                                          | 28. září 2016      | 20. března 2018 |
| 3            | 3         | Best Buds                   | Nejlepší kámoši          | Steve Boyum     | Gene Hong                                            | 5. října 2016      | 21. března 2018 |
| 4            | 4         | There Goes the Neighborhood | Do háje s mojí čtvrtí    | Jason Ensler    | Adele Lim                                            | 12. října 2016     | 26. března 2018 |
| 5            | 5         | Spilt Milk                  | Rozlitý mlíko            | Larry Teng      | Seamus Kevin Fahey                                   | 19. října 2016     | 27. března 2018 |
| 6            | 6         | Ties That Bind              | Nedotknutelní            | Antonio Negret  | Erik Mountain                                        | 9. listopadu 2016  | 28. března 2018 |
| 7            | 7         | Fashion Police              | Módní policie            | Rob Seidenglanz | Kyle Warren                                          | 16. listopadu 2016 | 2. dubna 2018   |
| 8            | 8         | Can I Get a Witness?        | Malý svědek              | Jason Ensler    | Amanda Green                                         | 30. listopadu 2016 | 3. dubna 2018   |
| 9            | 9         | Jingle Bell Glock           | Bouchačky kam se podíváš | Steve Boyum     | Joe Smith                                            | 7. prosince 2016   | 4. dubna 2018   |
| 10           | 10        | Homebodies                  | Peciválové               | Michael Fields  | Alex Taub                                            | 4. ledna 2017      | 9. dubna 2018   |
| 11           | 11        | Lawmen                      | Muži zákona              | Sylvain White   | Andy Callahan                                        | 11. ledna 2017     | 10. dubna 2018  |
| 12           | 12        | Brotherly Love              | Srdeční záležitost       | Uta Briesewitz  | Stacy A. Littlejohn                                  | 18. ledna 2017     | 11. dubna 2018  |
| 13           | 13        | The Seal is Broken          | Zpovědní tajemství       | Nathan Hope     | Adele Lim a Gene Hong                                | 25. ledna 2017     | 16. dubna 2018  |
| 14           | 14        | The Murtaugh File           | Murtaughova složka       | Matt Barber     | Seamus Kevin Fahey                                   | 8. února 2017      | 17. dubna 2018  |
| 15           | 15        | As Good As It Getz          | Lepší Getz v hrsti...    | Nick Copus      | Rob Wright                                           | 15. února 2017     | 18. dubna 2018  |
| 16           | 16        | Unnecessary Roughness       | Zbytečná hrubost         | Bethany Rooney  | Laura Putney a Margaret Easley                       | 22. února 2017     | 23. dubna 2018  |
| 17           | 17        | A Problem Like Maria        | Problém jménem Maria     | Rob Bailey      | Alex Taub                                            | 8. března 2017     | 24. dubna 2018  |
| 18           | 18        | Commencement                | Pravda                   | Steve Boyum     | Matt Miller a Kyle Warren                            | 15. března 2017    | 25. dubna 2018  |

### Druhá řada (2017–2018)
| Č. v seriálu | Č. v řadě | Původní název                   | Český název               | Režie                      | Scénář                               | Premiéra v USA     | Premiéra v ČR     |
| ------------ | --------- | ------------------------------- | ------------------------- | -------------------------- | ------------------------------------ | ------------------ | ----------------- |
| 19           | 1         | El Gringo Loco                  | Šílenej Amík              | Steve Boyum                | Matt Miller a Kyle Warren            | 26. září 2017      | 17. července 2019 |
| 20           | 2         | Dancing in September            | Tanec v září              | Rob Bailey                 | Alex Taub                            | 3. října 2017      | 22. července 2019 |
| 21           | 3         | Born to Run                     | Zrozen k útěku            | Nathan Hope                | Stacy A. Littlejohn                  | 10. října 2017     | 23. července 2019 |
| 22           | 4         | Flight Risk                     | Riskantní let             | Omar Madha                 | Seamus Kevin Fahey                   | 17. října 2017     | 24. července 2019 |
| 23           | 5         | Let it Ride                     | Rozjeď to!                | Eric Laneuville            | Rob Wright                           | 7. listopadu 2017  | 29. července 2019 |
| 24           | 6         | Gold Rush                       | Gold Rush                 | Steve Boyum                | Terence Paul Winter                  | 14. listopadu 2017 | 30. července 2019 |
| 25           | 7         | Birdwatching                    | Sledování ptáků           | Salli Richardson-Whitfield | Elizabeth Davis Beall                | 21. listopadu 2017 | 31. července 2019 |
| 26           | 8         | Fork-Getta-Bout-It              | Zapomeň na to             | Matt Barber                | Michael C. Martin a Joe Smith        | 28. listopadu 2017 | 5. srpna 2019     |
| 27           | 9         | Fools Rush In                   | Elvis žije!               | Eric Laneuville            | Kyle Warren a Eileen Jones           | 5. prosince 2017   | 6. srpna 2019     |
| 28           | 10        | Wreck the Halls                 | Šťastný a ničivý          | Steve Boyum                | Katie Varney                         | 12. prosince 2017  | 7. srpna 2019     |
| 29           | 11        | Funny Money                     | Rychlý prachy             | Nathan Hope                | Alex Taub                            | 2. ledna 2018      | 12. srpna 2019    |
| 30           | 12        | Diggin' Up Dirt                 | Hledání špíny             | Maja Vrvilo                | Seamus Kevin Fahey a Joe Smith       | 9. ledna 2018      | 13. srpna 2019    |
| 31           | 13        | Better Living Through Chemistry | Lepší život s lékama      | Rob Bailey                 | Zev Borow                            | 16. ledna 2018     | 14. srpna 2019    |
| 32           | 14        | Double Shot of Baileys          | Dvojitá dávka Baileyových | John Behring               | Stacy A. Littlejohn                  | 23. ledna 2018     | 19. srpna 2019    |
| 33           | 15        | An Inconvenient Ruth            | Otravná Ruth              | Larry Teng                 | Kyle Warren                          | 6. února 2018      | 20. srpna 2019    |
| 34           | 16        | Ruthless                        | Nemilosrdně               | Silver Tree                | Carlos Jacott                        | 27. února 2018     | 21. srpna 2019    |
| 35           | 17        | The Odd Couple                  | Divnej pár                | Larry Teng                 | Elizabeth Davis Beall a Eileen Jones | 6. března 2018     | 26. srpna 2019    |
| 36           | 18        | Frankie Comes to Hollywood      | Frankie je v Hollywoodu   | John Behring               | David Fury                           | 10. dubna 2018     | 27. srpna 2019    |
| 37           | 19        | Leo Getz Hitched                | Leo Getz se žení          | Nick Copus                 | Rob Wright                           | 17. dubna 2018     | 28. srpna 2019    |
| 38           | 20        | Jesse's Girl                    | Jesseyho holka            | Clayne Crawford            | Seamus Kevin Fahey a Joe Smith       | 24. dubna 2018     | 2. září 2019      |
| 39           | 21        | Family Ties                     | Rodinný pouta             | Nick Copus                 | Alex Taub                            | 1. května 2018     | 3. září 2019      |
| 40           | 22        | One Day More                    | Ještě jeden den           | Steve Boyum                | Matt Miller a Katie Varney           | 8. května 2018     | 4. září 2019      |

### Třetí řada (2018–2019)
| Č. v seriálu | Č. v řadě | Původní název         | Český název                  | Režie             | Scénář                      | Premiéra v USA     | Premiéra v ČR  |
| ------------ | --------- | --------------------- | ---------------------------- | ----------------- | --------------------------- | ------------------ | -------------- |
| 41           | 1         | In the Same Boat      | Na stejný lodi               | Nick Copus        | Matt Miller a Joe Smith     | 25. září 2018      | 9. září 2019   |
| 42           | 2         | Need to Know          | Musím to vědět               | Claudia Yarmy     | Alex Taub                   | 2. října 2018      | 10. září 2019  |
| 43           | 3         | A Whole Lotto Trouble | Výhra v loterii              | Steve Boyum       | Kyle Warren                 | 9. října 2018      | 11. září 2019  |
| 44           | 4         | Leo Getz Justice      | Spravedlnost podle Lea Getze | Nick Copus        | Ariana Jackson              | 16. října 2018     | 16. září 2019  |
| 45           | 5         | Get the Picture       | Pochop to                    | Rob Bailey        | Bill Callahan               | 30. října 2018     | 17. září 2019  |
| 46           | 6         | Panama                | Panama                       | Keesha Sharp      | Seamus Kevin Fahey          | 6. listopadu 2018  | 18. září 2019  |
| 47           | 7         | Bali                  | Bali                         | Rob Bailey        | Katie Varney a Eileen Jones | 13. listopadu 2018 | 24. září 2019  |
| 48           | 8         | What the Puck         | Jako puk                     | April Mullen      | Norman Morrill              | 27. listopadu 2018 | 25. září 2019  |
| 49           | 9         | Bad Santas            | Zlí Santové                  | John Behring      | Alex Taub                   | 4. prosince 2018   | 1. října 2019  |
| 50           | 10        | There Will Be Bud     | Bude tráva                   | Nathan Hope       | Bill Callahan               | 1. ledna 2019      | 2. října 2019  |
| 51           | 11        | Dial M for Murtaugh   | Vytoč M jako Murtaugh        | Jay Chandrasekhar | Kyle Warren                 | 8. ledna 2019      | 8. října 2019  |
| 52           | 12        | The Roger and Me      | Roger a já                   | Eric Laneuville   | Ariana Jackson a Joe Smith  | 15. ledna 2019     | 9. října 2019  |
| 53           | 13        | Coyote Ugly           | Ošklivá záležitost           | Matt Barber       | Seamus Kevin Fahey          | 12. února 2019     | 15. října 2019 |
| 54           | 14        | A Game of Chicken     | Hra na kuře                  | Eric Laneuville   | Alex Taub a Felicia Hilario | 19. února 2019     | 16. října 2019 |
| 55           | 15        | The Spy Who Loved Me  | Špión, kterej mě miloval     | Nick Copus        | Matt Miller a Eileen Jones  | 26. února 2019     | 22. října 2019 |